# サミュエル・フランクリン・コーディ

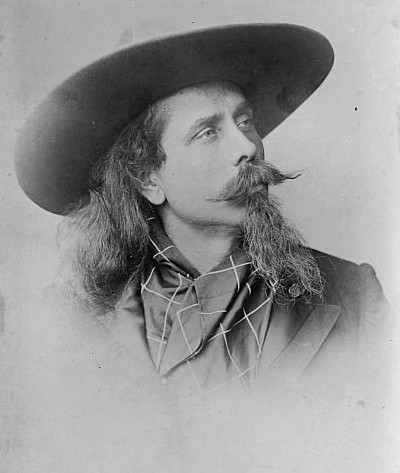
サミュエル・フランクリン・コーディ

サミュエル・フランクリン・コーディ（Samuel Franklin Cody、1867年3月6日 - 1913年8月7日）はアメリカ合衆国出身の航空パイオニア。コーディー・ウォーカイトと呼ばれる、人間が乗れる凧（着弾観測用気球の代用となる）をイギリスで製作し、用いたことで知られる。 生存中から現在に至るまでウィリアム・フレデリック・コーディ（バッファロー・ビル）としばしば混同されている。

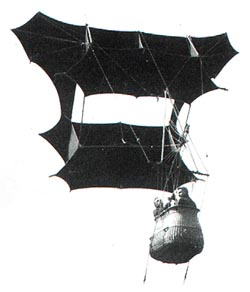
サミュエル・フランクリン・コーディがデザインしたマンリフター・ウォーカイト

アイオワ州ダヴェンポートに生まれた。『カウボーイの王、キャプテン・コーディー』という西部劇のショーで巡業した。1889年にマウド・マリア・リーと結婚し、妻と劇や拳銃の早撃ちなどを演じた。1890年からヨーロッパを巡業した。イギリスでエリザベス・メアリー・キング（後のレラ・コーディ）と親しくなって、その息子たちの趣味が凧であったことから、凧に興味をもった。1901年にローレンス・ハーグレイヴの箱凧に翼をつけた設計を行って、第2次ボーア戦争で砲弾観測に用いることを提案し、ロンドン近くの各地で2000フィートの高さのデモ飛行を行った。1903年にアレキサンドラ・パレスで大々的な展示飛行を行った。後にボートで牽引された凧でイギリス海峡の横断に成功した。軍の注目するところとなり、何度か試験が行われ、1908年には戦艦リヴェンジのデッキからの離陸が行われた。
グライダーにも興味を持ち、1905年には自作のグライダーで複数回、飛行した。また陸軍の飛行船ヌリ・セクンドゥス号（Nulli Secundus ）建造にも関与した（1907年）。
その後イギリス陸軍から予算を得て「イギリス陸軍一号機」（British Army Aeroplane No.1. ）を開発。1908年9月には試験を開始した。10月16日には「跳躍」（"hops"）の記録を1390フィートにまで伸ばす。機体は不時着時に破損したものの、この飛行はイギリスにおける重航空機の最初の公式飛行とされている。陸軍省はこれ以降、資金援助を打ち切ったがコーディは独自に飛行機開発を続けた。1909年8月14日、コーディは後妻のレラ（Lela ）および元同僚のカッパー（Capper ）大佐を飛行機に乗せ、飛行機で旅客を運んだ世界最初の人間となった。1912年のコーディV（120馬力）はソールズベリー平原にて行なわれた軍の競技会で5,000ポンドの賞金を勝ち取った。
コーディは1913年8月7日に、彼の後期モデルである水上機で遊覧飛行中、高度500ftから墜落して死亡した。彼はオールダーショット軍事墓地に、最高の儀礼を以って埋葬された。観衆の数は10万人だったと見積もられている。

## 参考資料
- J・テイラー著『大空にいどむ』岩波書店、1958年